# Communauté de communes de la Côte du Pays Blanc
La communauté de communes de la Côte du Pays Blanc est une ancienne communauté de communes française, située dans le département de la Loire-Atlantique, en région Pays de la Loire.

## Histoire
La communauté de communes de la Côte du Pays Blanc est créée en décembre 1997 et succède au syndicat intercommunal à vocation multiple (SIVOM) du même nom qui existait depuis février 1965.
Le 1er janvier 2003, l'intercommunalité fusionne avec le Syndicat intercommunal de la Côte d'Amour et de la Presqu'île de Guérande (SICAPG) et le SIVOM de la région d'Herbignac pour former la communauté d'agglomération de la Presqu'île de Guérande Atlantique.

## Territoire communautaire

### Géographie
La communauté de communes de la Côte du Pays Blanc était située dans le pays de Guérande, à l'extrême ouest du département, et regroupait quatre communes. Sa superficie était de 70,44 km2.

### Composition
La communauté de communes était composée des quatre communes suivantes :
| Nom                 | Code Insee | Gentilé     | Superficie (km2) | Population (dernière pop. légale) | Densité (hab./km2) |
| ------------------- | ---------- | ----------- | ---------------- | --------------------------------- | ------------------ |
| La Turballe (siège) | 44211      | Turballais  | 18,53            | 4 042 (1999)                      | 218                |
| Mesquer             | 44097      | Mesquerais  | 16,72            | 1 473 (1999)                      | 88                 |
| Piriac-sur-Mer      | 44125      | Piriacais   | 12,37            | 1 900 (1999)                      | 153                |
| Saint-Molf          | 44183      | Mendolphins | 22,82            | 1 500 (1999)                      | 66                 |

### Démographie
| 1968  | 1975  | 1982  | 1990  | 1999  |
| ----- | ----- | ----- | ----- | ----- |
| 5 559 | 5 790 | 6 436 | 7 555 | 8 915 |

## Administration

### Siège
Le siège de la communauté de communes était situé à La Turballe, 17 rue du Maréchal Juin.

### Élus
La communauté de communes était administrée par un conseil communautaire constitué de 17 délégués représentant chacune des communes membres.

### Liste des présidents
| Période       | Période       | Identité             | Étiquette | Qualité |
| ------------- | ------------- | -------------------- | --------- | --- |
| décembre 1997 | avril 2001    | René Leroux          | PS        | Maire de La Turballe (1989 → 2014) Conseiller général de Guérande (1994 → 2001) Député de la Loire-Atlantique (7e circ.) (1997 → 2002) |
| avril 2001    | décembre 2002 | Jean-Louis Delhumeau | UDF       | Maire de Piriac-sur-Mer (1986 → 2014)                                                                                                  |